# Kalle Stropp och Grodan Boll på svindlande äventyr
Kalle Stropp och Grodan Boll på svindlande äventyr è un film svedese del 1991 diretto da Jan Gissberg. Per questa pellicola il regista si aggiudicò il Guldbagge Award nel 1991 e un premio onorario al Festival di Cannes 1992 nella sezione dedicata ai film per l'infanzia.
Il film è il seguito del lungometraggio Kalle Stropp, Grodan Boll och deras vänner (1956, regia di Hasse Funck).

## Trama
La cavalletta Kalle e la rana Grodan vivono in una foresta. Dopo aver notato uno strano segnale, i due si addentrano nella boscaglia insieme agli amici Plåt-Niklas e Papegojan, fino a venire in contatto con il popolo delle Pigne. Infatti sono stati questi esserini a inviare il segnale di allarme per richiamare l'attenzione di tutti gli animali della foresta, affinché si coalizzino con loro contro la Tonto-Turbo, una fabbrica che sta operando un grosso disboscamento. Gli animali, uniti dall'amore verso il loro habitat, si uniscono quindi per combattere il nemico comune.